# Elva Margariti
Elva Margariti (ur. 14 czerwca 1980 w Tiranie) – albańska architekt i polityk, od 2019 minister kultury.

## Życiorys
W 2008 ukończyła studia z zakresu architektury na uniwersytecie we Florencji. Specjalizację w zakresie bio-architektury odbyła na Uniwersytecie Technicznym w Tampere i w Szanghaju. Zajmowała się planowaniem miast, a także realizacją projektów architektonicznych we Florencji i w Tiranie. W latach 2009–2010 projekty Elvy Margariti stały się częścią ekspozycji Lo stilo dello Zar, wystawianej w Museo del Tessuto w Prato i w Muzeum Historii Nauki we Florencji.
Politycznie związana z Socjalistyczną Partią Albanii. Od 2015 realizuje współpracę pomiędzy Uniwersytetem Florenckim, a Uniwersytetem Katolickim w Tiranie, zmierzającą do uruchomienia w Albanii studiów magisterskich z zakresu architektury i inżynierii materiałowej. Od 2018 pracowała na stanowisku doradcy rządu albańskiego d.s. rozwoju i integracji obszarów wiejskich. W styczniu 2019 objęła kierownictwo resortu kultury w drugim rządzie Ediego Ramy. W dniach 4-6 lutego 2020 odwiedziła Warszawę biorąc udział w spotkaniu Europejskiej Sieci Pamięć i Solidarność.
W życiu prywatnym jest wdową (mąż Artan Asllani zmarł w styczniu 2021), ma córkę.